# Ol'ga Valerianovna Paley

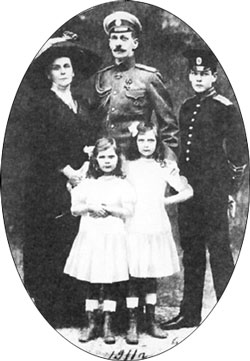
Il granduca Pavel con la seconda famiglia: la principessa Paley e i tre figli Vladimir, Natalia e Irina

La principessa Ol'ga Valerianovna Paley (nata Karnovitsch) (San Pietroburgo, 2 dicembre 1865 – Parigi, 2 novembre 1929) è stata la seconda moglie del granduca Pavel Aleksandrovič Romanov, zio dell'imperatore Nicola II di Russia.

## Biografia
Figlia dell'impiegato Valerian Karnovich e di sua moglie Ol'ga Vasilyevna Meszaros, sposò a diciannove anni Erich Gerhard von Pistohlkors (Riga 1853-1935), da cui ebbe quattro figli:
- Alexander Erikovich von Pistohlkors (1885-1944), che sposò Alexandra Taneyeva;
- Ol'ga Erikovna von Pistohlkors (1886-1887);
- Ol'ga Erikovna von Pistohlkors (1888-1963), sposata nel 1906 ad Alexander, conte Belzig von Kreutz e nel 1922 con Sergius Fürst Kudaschew;
- Marianna, o Marianne, von Pistohlkors (1890-1976), che sposò nel 1908 Peter Durnowo, nel 1912 Christoph von Derfelden e nel 1917 il conte Nicolaus von Zarnekau.

Pochi anni dopo le nozze conobbe il granduca Pavel, fratello dell'imperatore Alessandro III e vedovo dal 1892: i due incominciarono una relazione, che diede notevole scandalo nella buona società e portò anche alla nascita di un figlio illegittimo, Vladimir Pavlovič Paley, nel 1897. L'uomo chiese allo zar Nicola II, suo nipote il permesso di sposare la donna, nel frattempo divorziata da Pistohlkors, ma questi lo rifiutò. I due si trasferirono a Parigi e nel 1902 si sposarono nella chiesa ortodossa di Livorno. Nicola II bandì lo zio dalla Russia, lo privò dei titoli e dei possedimenti e stabilì che i figli di primo letto dell'uomo, Dmitrij e Marija venissero affidati al di lui fratello, il granduca Sergej Aleksandrovič.
Nel 1904 il reggente di Baviera Leopoldo concesse a Ol'ga il titolo di Contessa von Hohenfelsen e poco dopo Nicola II, anche in seguito all'omicidio del granduca Sergej, permise al granduca Pavel di tornare ogni tanto in Russia, purché Ol'ga rimanesse all'estero. Solo nel 1914 permise alla coppia di risiedere in Russia con i figli, e concesse ad Ol'ga ed alla prole il titolo sul cognome di Principi Paley. Negli anni la coppia aveva avuto tre figli:
- Principe Vladimir (1897-1918), poeta;
- Principessa Irina (1903-1990), che sposò prima il cugino Fedor Aleksandrovič e poi il conte Hubert Conquere de Monbrison;
- Principessa Natalia (1905-1981), modella e attrice, che sposò prima Lucien Lelong e poi John Chapman Wilson.

Dopo la Rivoluzione d'ottobre la vita di Ol'ga si fece dura e dolorosa: suo figlio, che non si era mai interessato di politica, venne arrestato poiché congiunto della famiglia imperiale e tradotto tra gli Urali. Il 18 luglio 1918 ad Alapaevsk fu crudelmente giustiziato insieme alla zia Elizaveta Fëdorovna, al granduca Sergej Michailovič, ai tre fratelli i principi Ivan Konstantinovič, Konstantin Konstantinovič e Igor' Konstantinovič, Fëdor Remez (segretario del granduca) e Varvara Jakovleva, una suora del convento di Mosca, compagna di Elizaveta Fëdorovna. Furono tutti portati all'interno della foresta presso una miniera abbandonata, bastonati e lasciati agonizzanti al suo interno. I loro corpi, recuperati dall'Armata Bianca, furono dopo mesi sepolti nel cimitero ortodosso di Pechino, andato poi distrutto durante la Rivoluzione Culturale. Pochi giorni dopo venne arrestato anche il granduca Pavel, che venne rinchiuso nella Fortezza dei santi Pietro e Paolo: nonostante le suppliche di Ol'ga non fu liberato benché malato e nel gennaio del 1919 venne fucilato all'alba con altri membri della famiglia imperiale. I carcerieri le negarono la possibilità di recuperare il cadavere, che fu sepolto in una fossa comune.
Fuggì poco dopo dalla Russia, rifugiandosi a Parigi dove c'erano le figlie, e morì pochi anni dopo.